# Tata Indigo
Tata Indigo — авто класу «B», суперміні. Виготовляється в Індії компанією Tata Motors, починаючи з 2002 року.

## Перше покоління (2002- )

### Двигуни

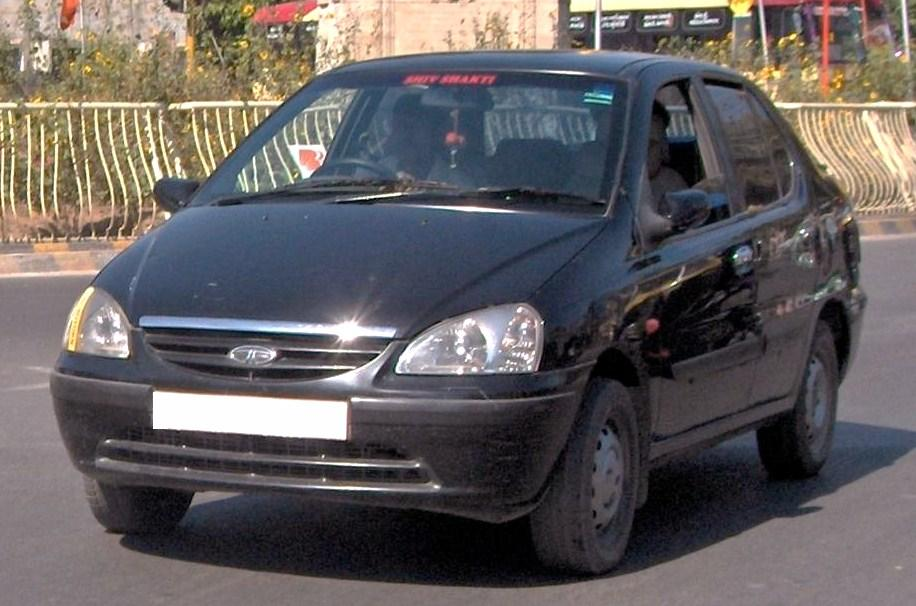
Tata Indigo (седан)

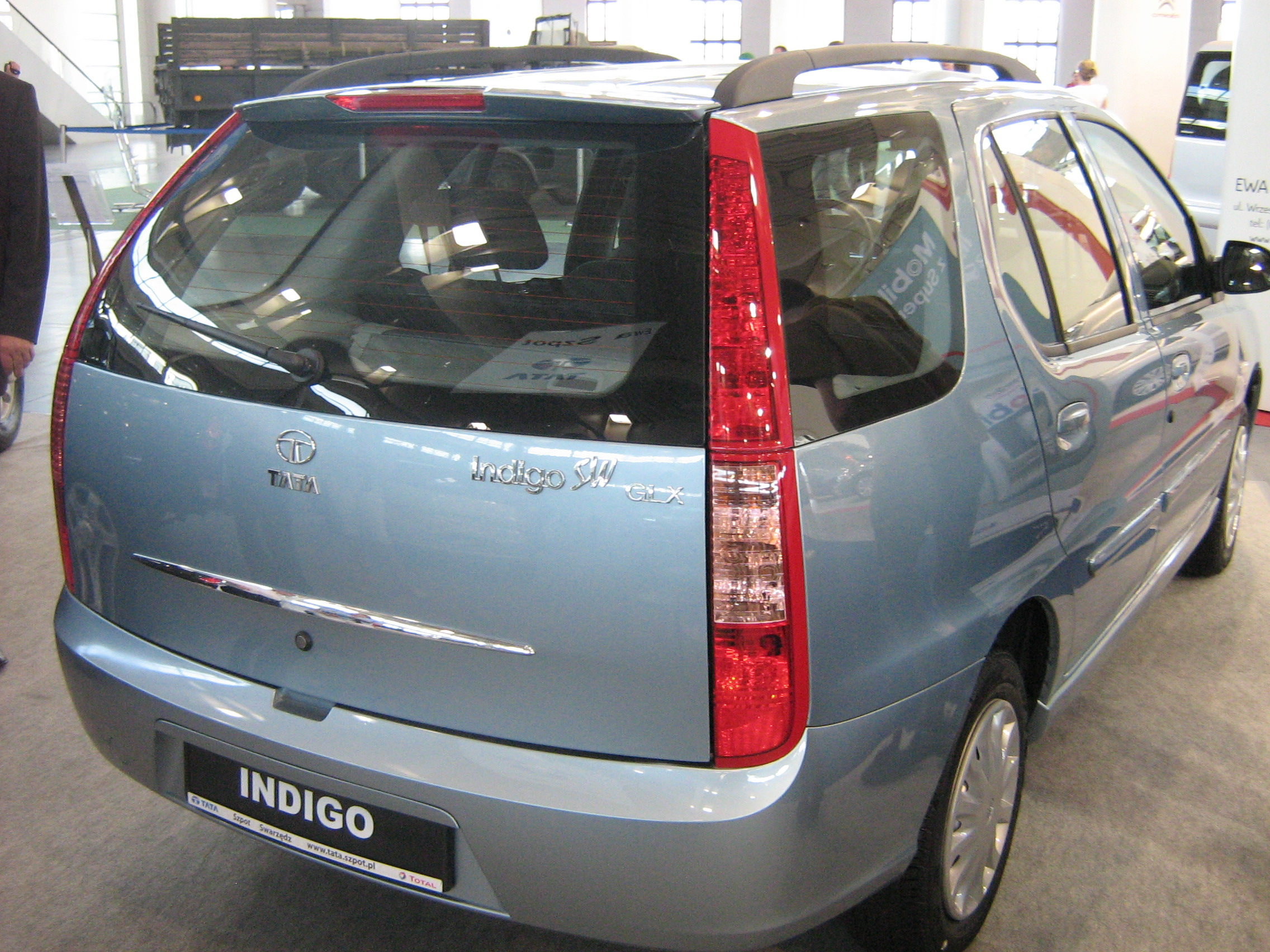
Tata Indigo Marina (універсал)

- 1,4 л бензин MPFI — 85 к.с. на 5500 об/хв, 117 Н·м на 3500 об/хв;
- 1,4 л турбодизель — 70 к.с. на 4500 об/хв, 132 Н·м на 2500 об/хв;
- 1.4 л DICOR (доступний лише в Європі та Індії)